# ラホール
ラホール（Lahore、ウルドゥー語: لاہور ウルドゥー語発音: [laːˈɦɔːɾ]、パンジャーブ語: لہور IPA: [ˈlɔ̀ːɾə̆]）は、パキスタン北部のパンジャーブ地方、ラーヴィー川の岸辺に位置するインドとの国境付近にある都市。ラーホールとも呼ばれる。
面積1,772 km²、2016年の都市圏人口では1,035万人である。パキスタンではカラチに次いで国内第二の人口規模を持つ都市であり、南アジア有数のメガシティである。

## 概要
ムガル帝国の首都など豊かな歴史を誇り、ムガル帝国時代や植民地時代の建築物が保存されている。ムガル帝国時代の建築物には、バードシャーヒー・モスクやラホール城、シャーラマール庭園、ジャハーンギールとその妃ヌール・ジャハーンの廟などがあり、観光地となっている。英国によって建設された植民地時代の建築物であるラホール高等裁判所、中央郵便局 (GPO)、またそれ以前から残る多くの大学もムガル・ゴシック様式を残している。インドのプールナ・スワラージ（完全な独立）やパキスタンの分離独立が決定された重要な場所でもある。
パンジャーブ語がラホールでは最も広範に話される言語であるが、ウルドゥー語や英語も特に若い世代には普通に用いられる。ラホールのパンジャーブ語話者は、特に「ラホーリー・パンジャービー」として知られ、ウルドゥー語で話していてもパンジャーブ語が混じったような混成的口語を話すのが特徴的である。
ラホールは、多くの教育、産業、経済の中心地がある大都市である。商業活動の中心地であり、住民に贅沢なライフスタイルを提供している。これらの地域の一部を ここに挙げる

## 地理

### 気候
ケッペンの気候区分ではステップ気候（BSh）に属す。
| ラホール (1961-1990)の気候 | ラホール (1961-1990)の気候 | ラホール (1961-1990)の気候 | ラホール (1961-1990)の気候 | ラホール (1961-1990)の気候 | ラホール (1961-1990)の気候 | ラホール (1961-1990)の気候 | ラホール (1961-1990)の気候 | ラホール (1961-1990)の気候 | ラホール (1961-1990)の気候 | ラホール (1961-1990)の気候 | ラホール (1961-1990)の気候 | ラホール (1961-1990)の気候 | ラホール (1961-1990)の気候 |
| 月                         | 1月                        | 2月                        | 3月                        | 4月                        | 5月                        | 6月                        | 7月                        | 8月                        | 9月                        | 10月                       | 11月                       | 12月                       | 年                         |
| -------------------------- | -------------------------- | -------------------------- | -------------------------- | -------------------------- | -------------------------- | -------------------------- | -------------------------- | -------------------------- | -------------------------- | -------------------------- | -------------------------- | -------------------------- | -------------------------- |
| 最高気温記録 °C （°F）     | 26.7 (80.1)                | 30.0 (86)                  | 37.2 (99)                  | 44.0 (111.2)               | 47.4 (117.3)               | 47.2 (117)                 | 45.0 (113)                 | 41.0 (105.8)               | 40.6 (105.1)               | 38.9 (102)                 | 34.4 (93.9)                | 28.1 (82.6)                | 47.4 (117.3)               |
| 平均最高気温 °C （°F）     | 19.8 (67.6)                | 22.0 (71.6)                | 27.1 (80.8)                | 33.9 (93)                  | 38.6 (101.5)               | 40.4 (104.7)               | 36.1 (97)                  | 35.0 (95)                  | 35.0 (95)                  | 32.9 (91.2)                | 27.4 (81.3)                | 21.6 (70.9)                | 30.8 (87.4)                |
| 日平均気温 °C （°F）       | 12.8 (55)                  | 15.4 (59.7)                | 20.5 (68.9)                | 26.8 (80.2)                | 31.2 (88.2)                | 33.9 (93)                  | 31.5 (88.7)                | 30.7 (87.3)                | 29.7 (85.5)                | 25.6 (78.1)                | 19.5 (67.1)                | 14.2 (57.6)                | 24.32 (75.78)              |
| 平均最低気温 °C （°F）     | 5.9 (42.6)                 | 8.9 (48)                   | 14.0 (57.2)                | 19.6 (67.3)                | 23.7 (74.7)                | 27.4 (81.3)                | 26.9 (80.4)                | 26.4 (79.5)                | 24.4 (75.9)                | 18.2 (64.8)                | 11.6 (52.9)                | 6.8 (44.2)                 | 17.8 (64)                  |
| 最低気温記録 °C （°F）     | −1.1 (30)                  | 1.0 (33.8)                 | 5.0 (41)                   | 10.6 (51.1)                | 14.0 (57.2)                | 18.0 (64.4)                | 20.0 (68)                  | 19.0 (66.2)                | 16.7 (62.1)                | 10.6 (51.1)                | 1.7 (35.1)                 | 0.6 (33.1)                 | −1.1 (30)                  |
| 雨量 mm （inch）           | 23.0 (0.906)               | 28.6 (1.126)               | 41.2 (1.622)               | 19.7 (0.776)               | 22.4 (0.882)               | 36.3 (1.429)               | 202.1 (7.957)              | 163.9 (6.453)              | 61.1 (2.406)               | 12.4 (0.488)               | 4.2 (0.165)                | 13.9 (0.547)               | 628.8 (24.757)             |
| 平均月間日照時間           | 218.8                      | 215.0                      | 245.8                      | 276.6                      | 308.3                      | 269.0                      | 227.5                      | 234.9                      | 265.6                      | 290.0                      | 259.6                      | 222.9                      | 3,034                      |
| 出典：NOAA (1961-1990)     |                            |                            |                            |                            |                            |                            |                            |                            |                            |                            |                            |                            |                            |

## 歴史

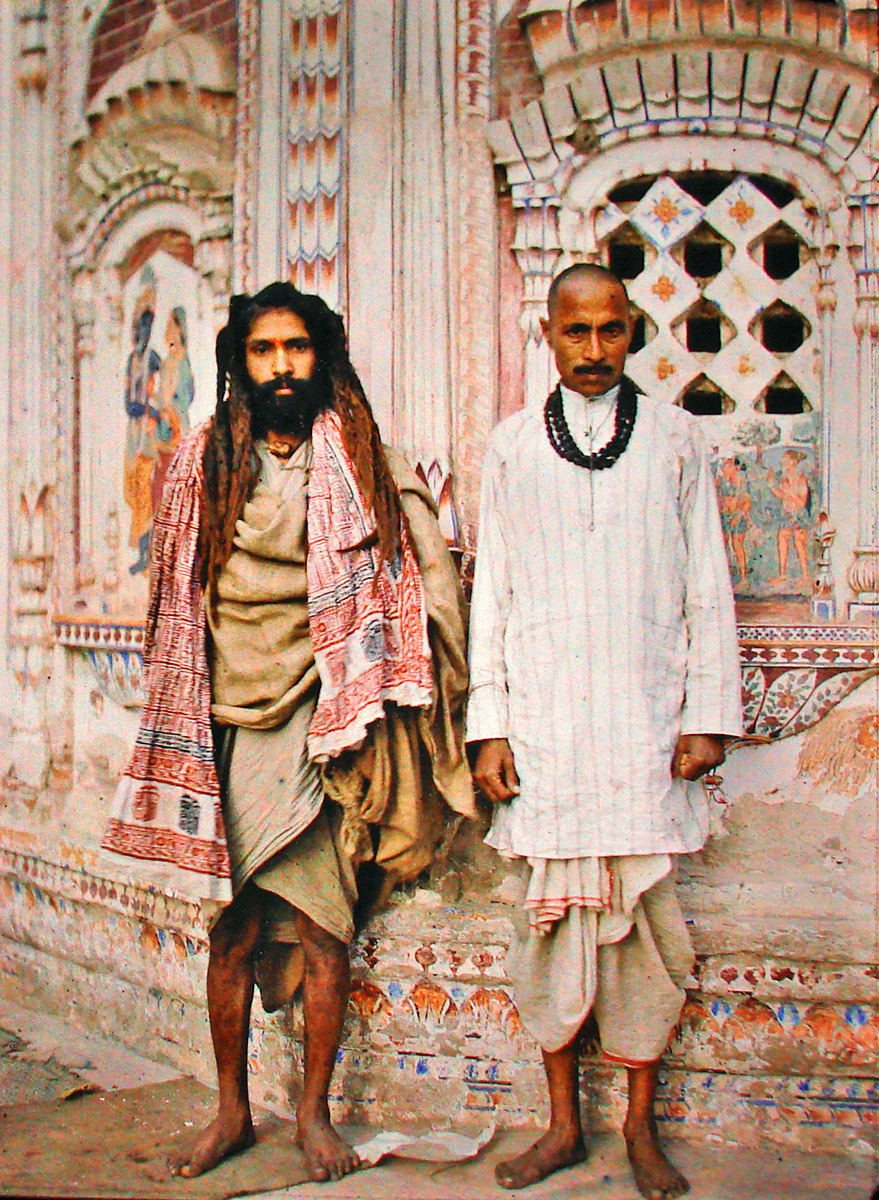
ラホールのサドゥー（左）とバラモン。1914年

ラホールの起源は『ラーマーヤナ』に由来するという伝承があるが、史料に最初に現れるのは1021年にガズナ朝のマフムードがここを奪取したときである。1150年にガズナ朝がゴール朝にカンダハール付近の戦いで敗れ、首都ガズナを占領されたためこの町に遷都した。しかし、1186年にガズナ朝はゴール朝に滅ぼされた。1241年にモンゴル軍によって破壊されて略奪を受け、1398年にはティムールに再び破壊された。
ムガル帝国の第3代皇帝アクバルによって、現在のラホール城が建設された。ラホール城はアクバルの後継者のムガル皇帝たちによって増築された。そのうち「40柱の間」と呼ばれるディーワーネ・アーム（公謁殿）は、5代皇帝シャー・ジャハーンによって築かれた。歴代のムガル皇帝が「臣民」の拝謁を受け、彼らの請願を聞いたり訴訟の解決に当たったりしたという。
また、シャー・ジャハーンは1642年にシャーラマール庭園を築いた。現在は市内に組み込まれているが、当時は市街から8kmほど郊外にあったという。『クルアーン』が描く天上の楽園の現世における実現を意識して造営されたという。
1673年には、アウラングゼーブによって、バードシャーヒー・モスクが築かれた。これはラホールのジャーミー・マスジド（金曜モスク）として造られたもので、インド亜大陸の4大モスクのひとつと言われる。ラホール城とシャーラマール庭園は、1981年にユネスコの世界遺産に登録されている。
1965年、第二次印パ戦争が発生すると、同年9月6日にインド軍が侵入。パキスタンは非常事態を宣言して対抗した。
2020年代には人口増加に伴い大気汚染が深刻化。2024年10月には、世界保健機関が示す健康的な指数のほぼ65倍に相当する汚染状況を記録。世界で最も大気が汚染された都市となった。

## 対外関係

### 姉妹都市･提携都市
- ベオグラード、セルビア共和国 (2007)[6]
- イスタンブール、トルコ共和国 (1975)[7][8]
- 沙里院、朝鮮民主主義人民共和国 (1988)[7]
- 西安、中華人民共和国 (1992)[7][8]
- コルトレイク、ベルギー王国(1993)[7]
- フェズ、モロッコ王国 (1994).[7][8]
- コルドバ, スペイン王国 (1994).[7][9]
- サマルカンド、ウズベキスタン共和国 (1995)[7]
- エスファハーン、イラン・イスラム共和国 (2004)[7]
- マシュハド、イラン・イスラム共和国 (2006)[7][8]
- グラスゴー、イギリス連合王国 (2006)[7][8]
- シカゴ、アメリカ合衆国 (2007)[7][10][11]
- ドゥシャンベ、タジキスタン共和国[8]
- フレズノ、アメリカ合衆国[8]

### 日本との関係
- 1991年 - 政府開発援助の一環として「ラホール都市圏の都市交通マスタープラン」を策定。後に市内の交差点改良やラビ川の架橋などが実現[12]。。
- 2005年 - 政府間の無償資金協力として「ラホール市下水・排水施設改善計画」（総額12億2000万円）が採択された[13]。
- 2015年 - 政府間の無償資金協力として「ラホール給水設備エネルギー効率化計画」（総額25億5400万円）が採択。市内の老朽化した深井戸を更新することにより、井戸の能力回復と給水設備にかかるエネルギーの効率化が実現[14]。

## 交通

### 空港
- アッラーマ・イクバール国際空港

### 鉄道
地下鉄
- ラホール・メトロ（英語版）･･･2020年10月26日開業

## 観光

### 文化遺産
かつてムガル帝国の首都だったため、数多くの文化遺産が残されている。
- ラホール城 - 第3代皇帝アクバルの時代に建設が開始された城塞。完成は第6代皇帝アウラングゼーブの時代である。世界遺産。
- バードシャーヒー・モスク - ラホール城の西門であるアーラムギーリー門の向かいにあるモスク。パキスタンでは最大規模のモスクである。落成式は1674年。時の皇帝はアウラングゼーブであった。
- スネーリー（ゴールデン）・モスク（英語版） – 1753年、ラホールの代議員によって建設されたモスク。旧市街の東側に位置する。
- ワズィール・ハーン・モスク（英語版） – 1634年、シャー・ジャハーンの侍医を務めたワズィール・ハーンによる建築。
- ダーター・ダルバール - 11世紀のスーフィー聖者ダーター・ガンジ・バフシュを祀る墓廟。このほか敷地内には彼の名にちなんだジャーミヤ・ハジュヴェーリヤというモスクがある。
- ジャハーンギール廟 - 第4代皇帝ジャハーンギールが眠る。1637年に建設された。かつては、1000パキスタン・ルピー紙幣にも採用されていた。
- アクバルのキャラバンサライ – 第3代皇帝アクバルが設けた隊商宿。ジャハーンギール廟のそばにある。
- アーシフ・ハーン廟 – 第5代皇帝シャー・ジャハーンの妻ムムターズ・マハルの父であるアーシフ・ハーン（英語版）の墓。
- ヌール・ジャハーン廟 – 第4代皇帝ジャハーンギールの妻、ヌール・ジャハーンの墓。
- シャーラマール庭園 – シャー・ジャハーンの手により建設された。世界遺産。

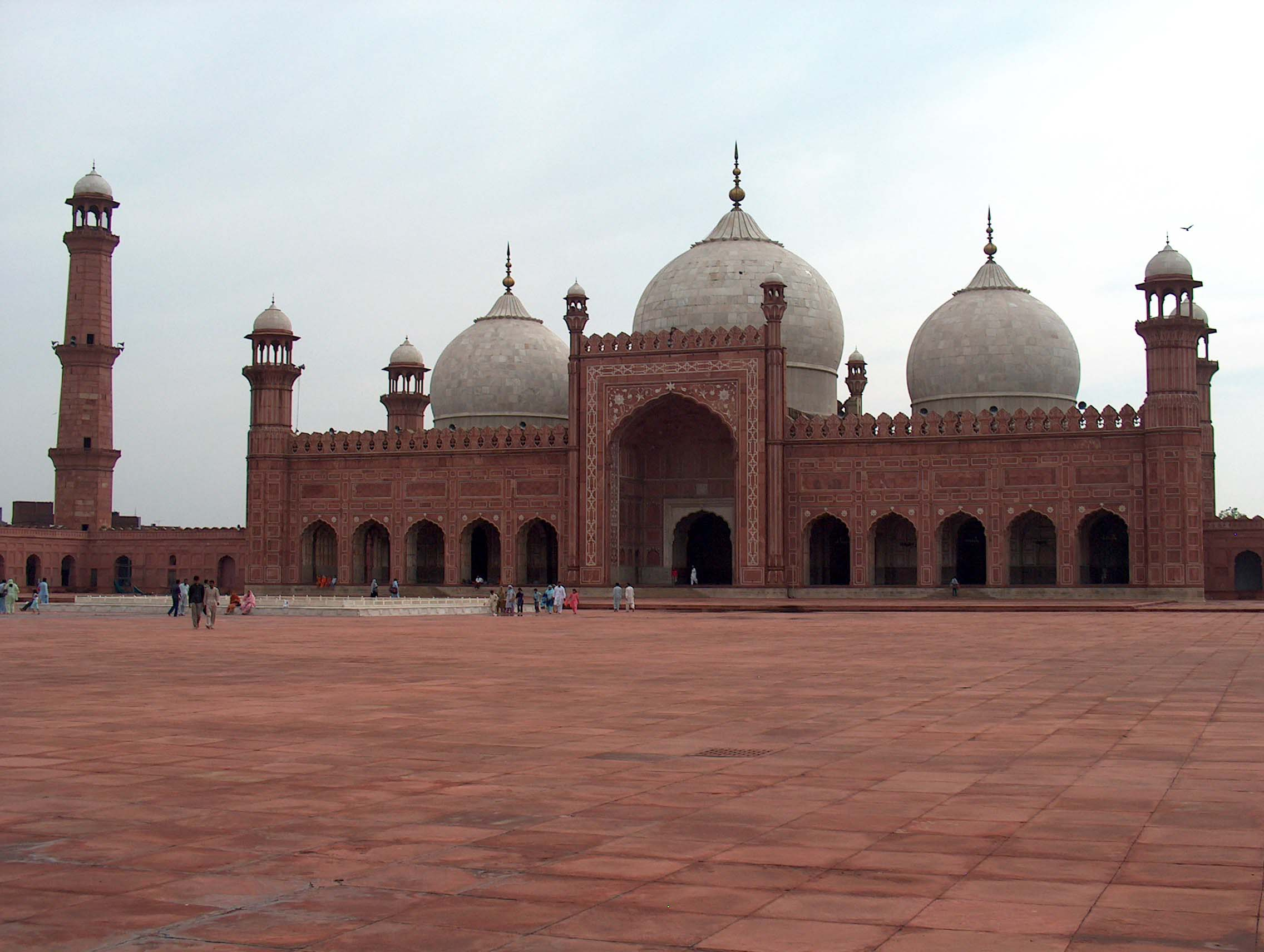
バードシャーヒー・モスク
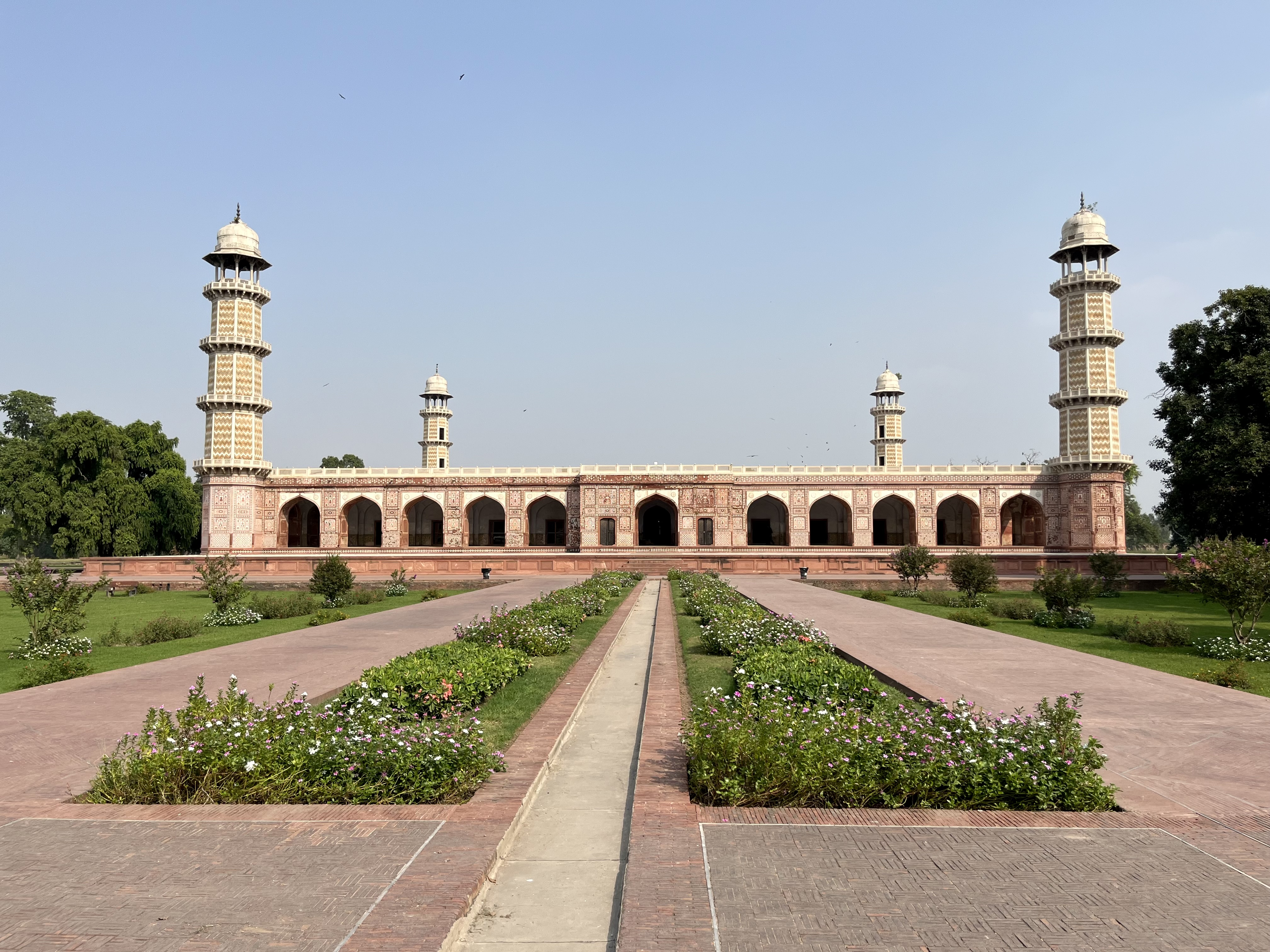
ジャハーンギール廟
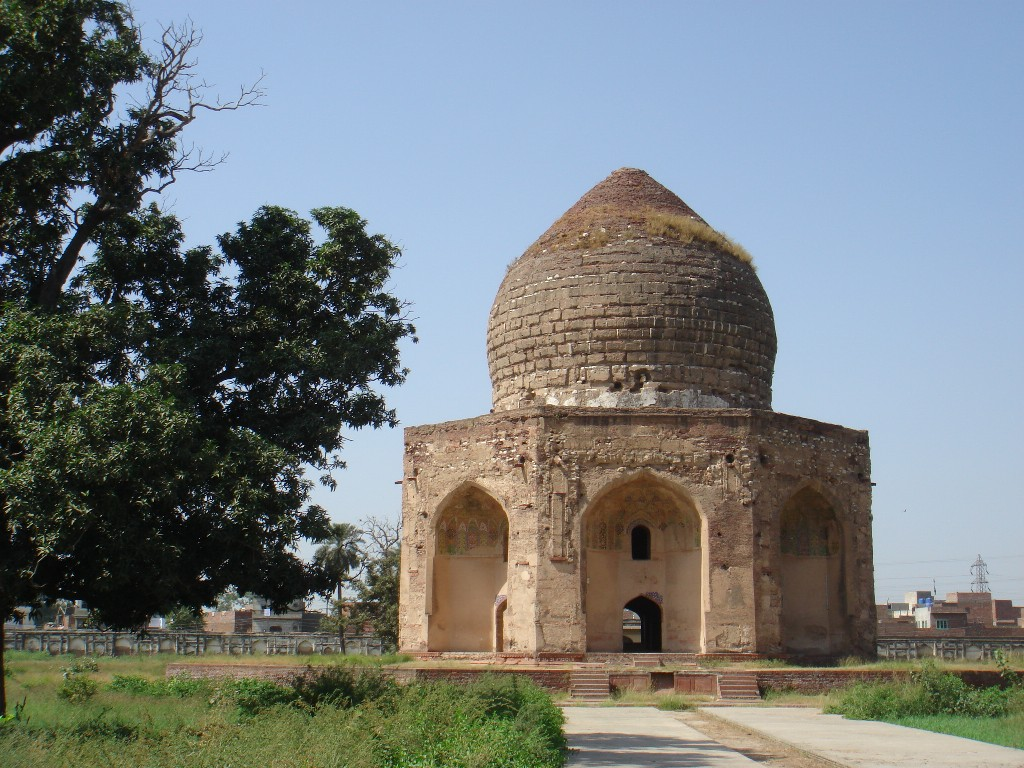
アーシフ・ハーン廟
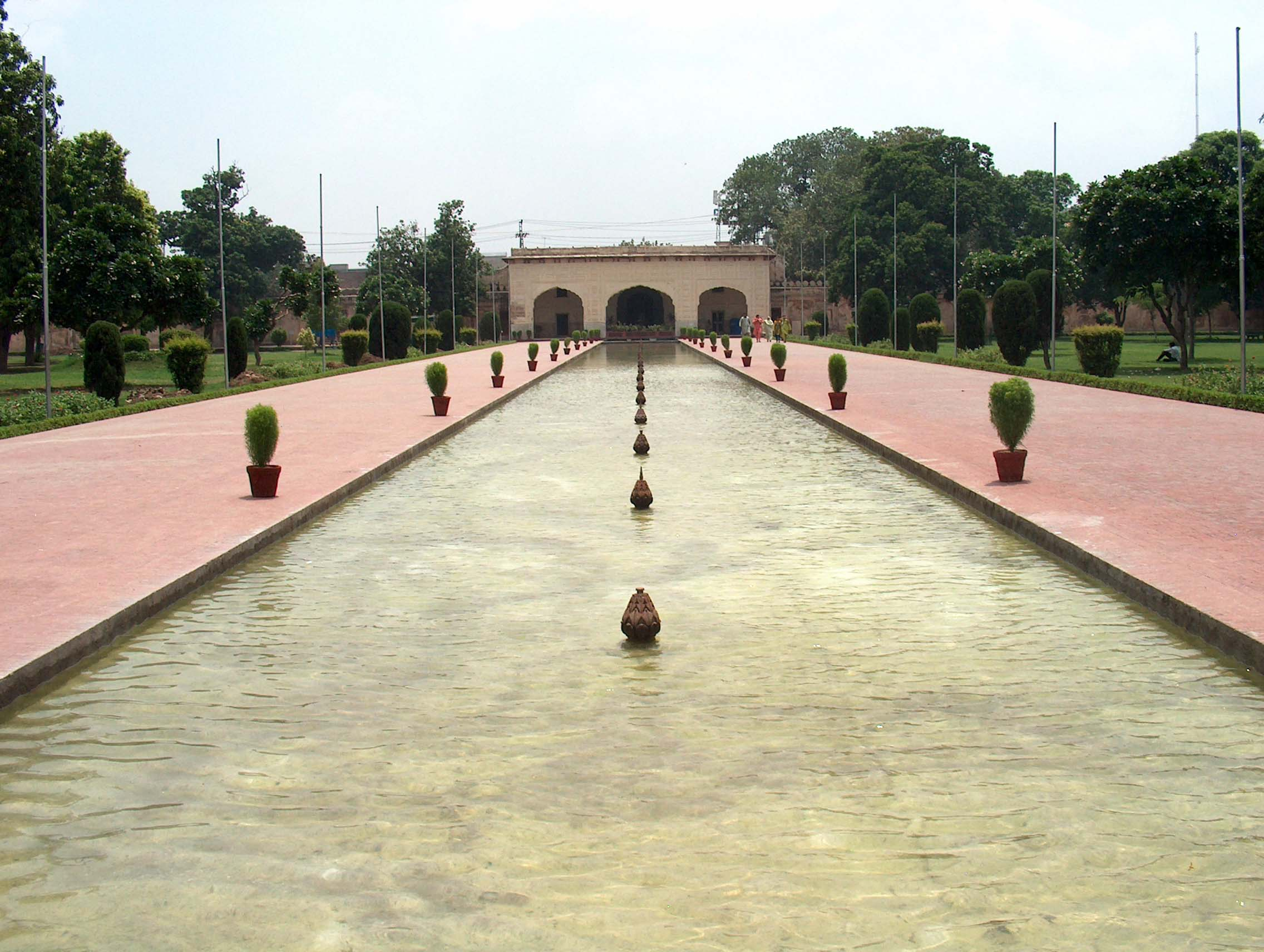
シャーラマール庭園

### その他
- ラホール博物館（英語版） - 苦行する釈迦像などを所蔵[15][16]。

## 治安
- 2010年代には、市内にある宗教施設を標的として、パキスタン・タリバーン運動などによる自爆テロなどが頻発した[17][18]。

## ギャラリー

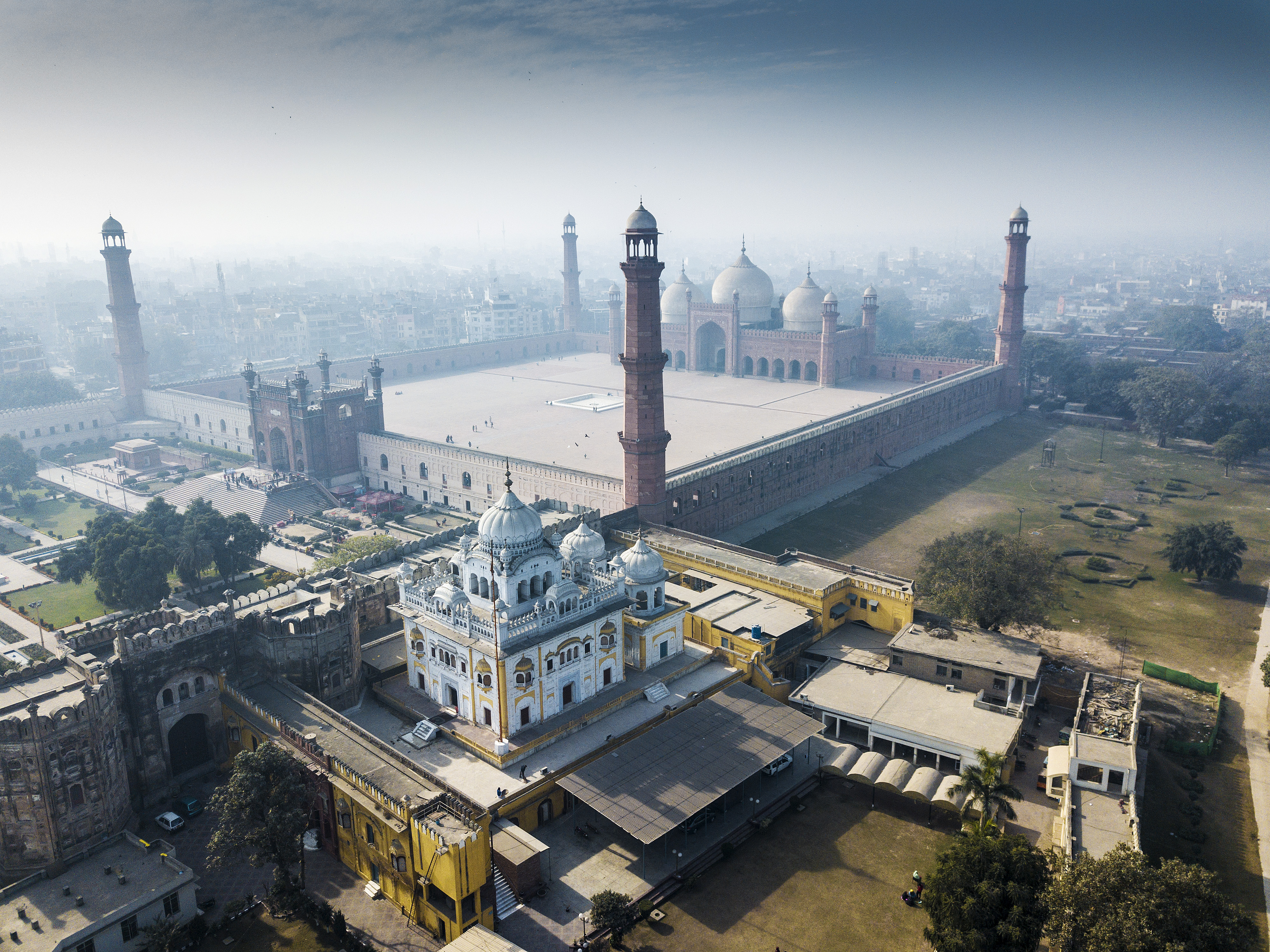
ラホール城
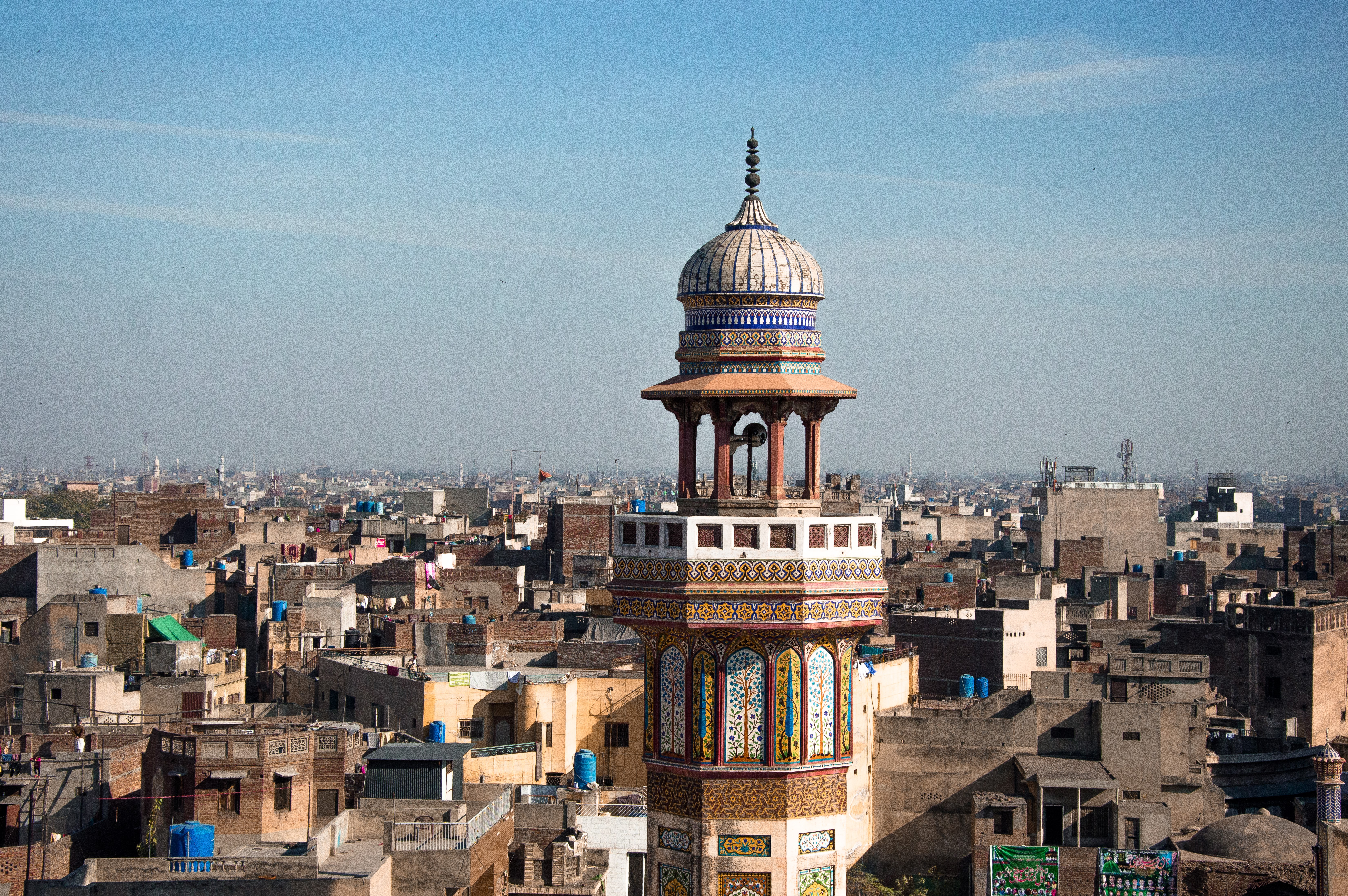
ラホール旧市街
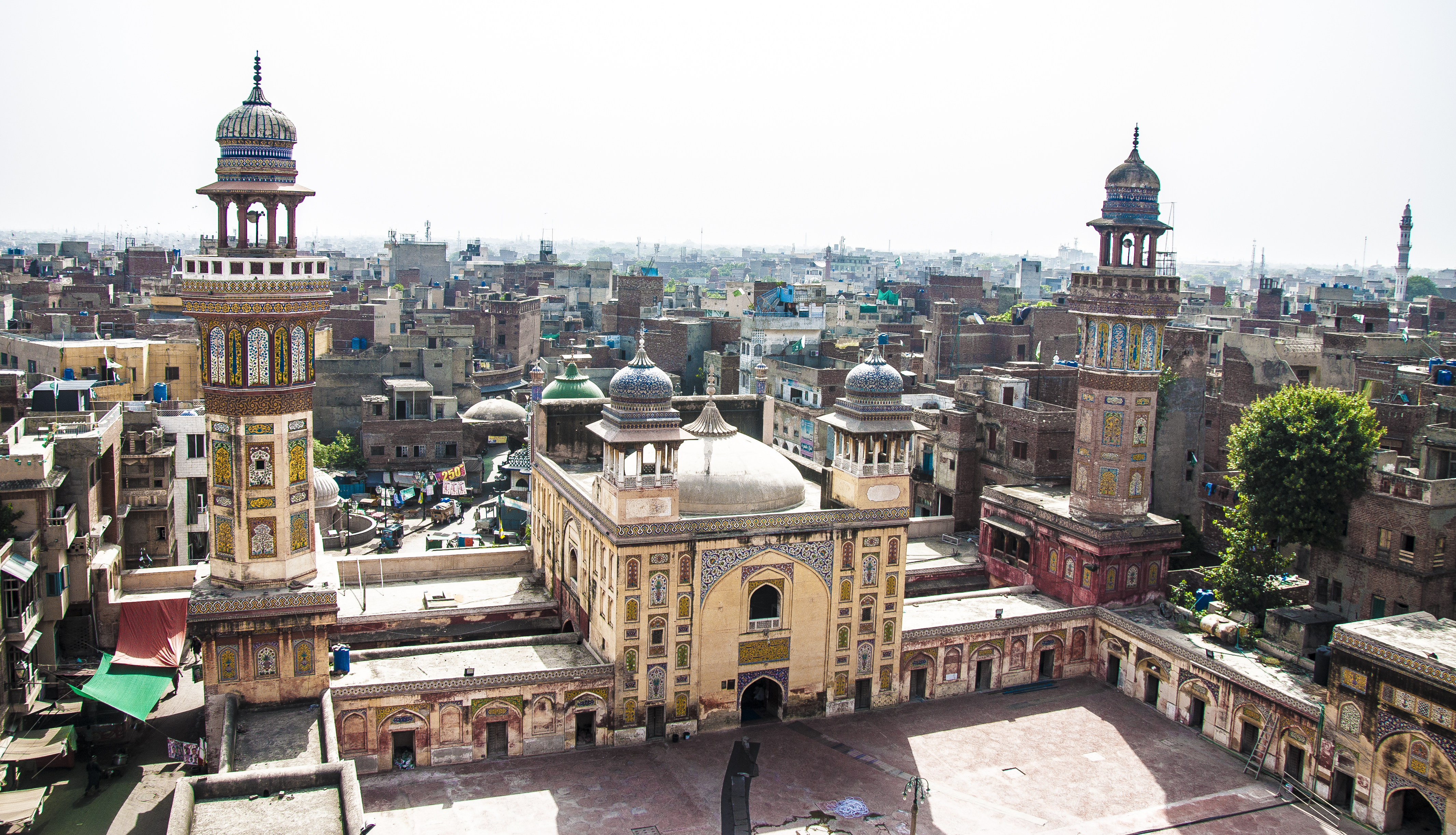
ラホール旧市街
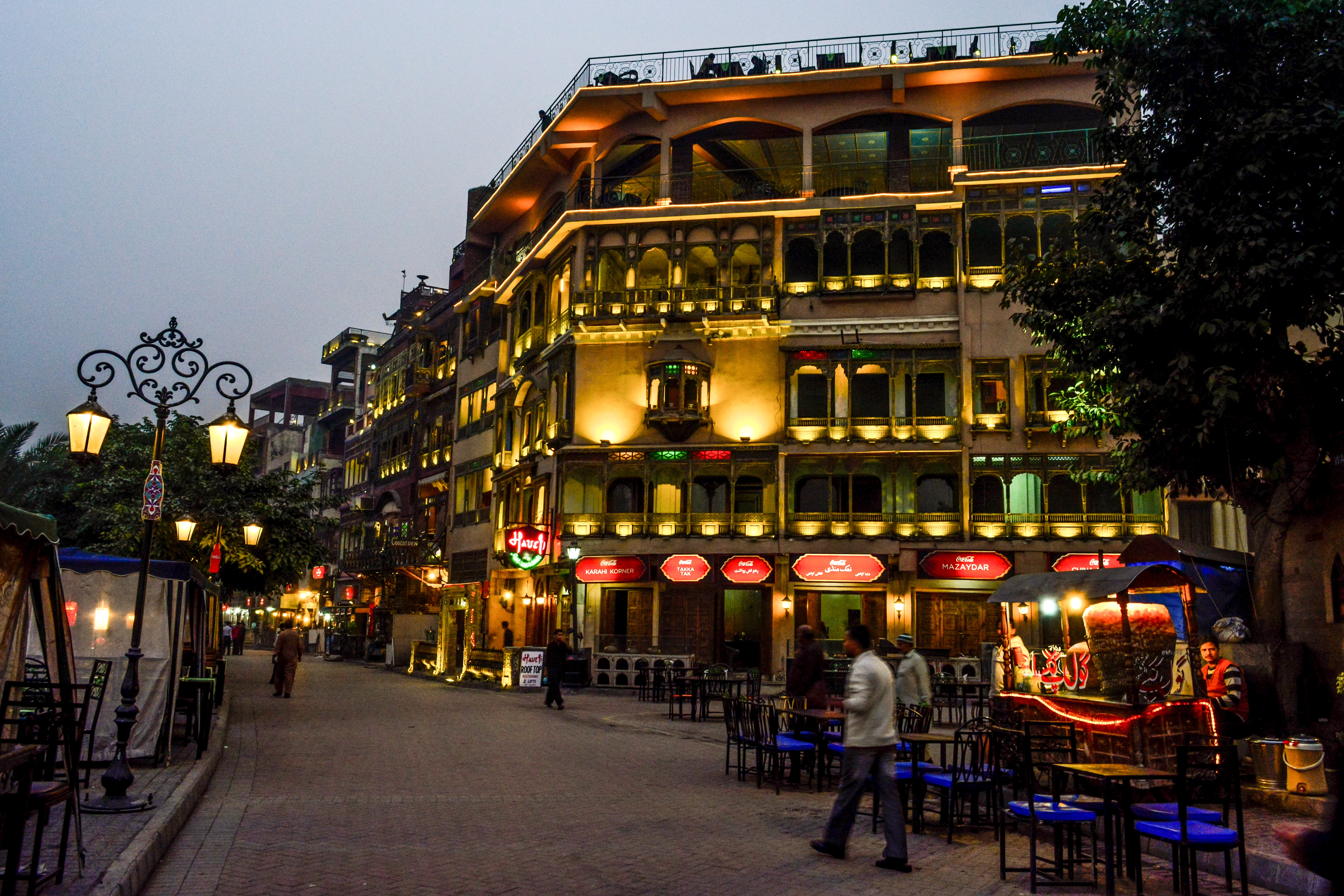
ラホールフォートのフードストリート夕景
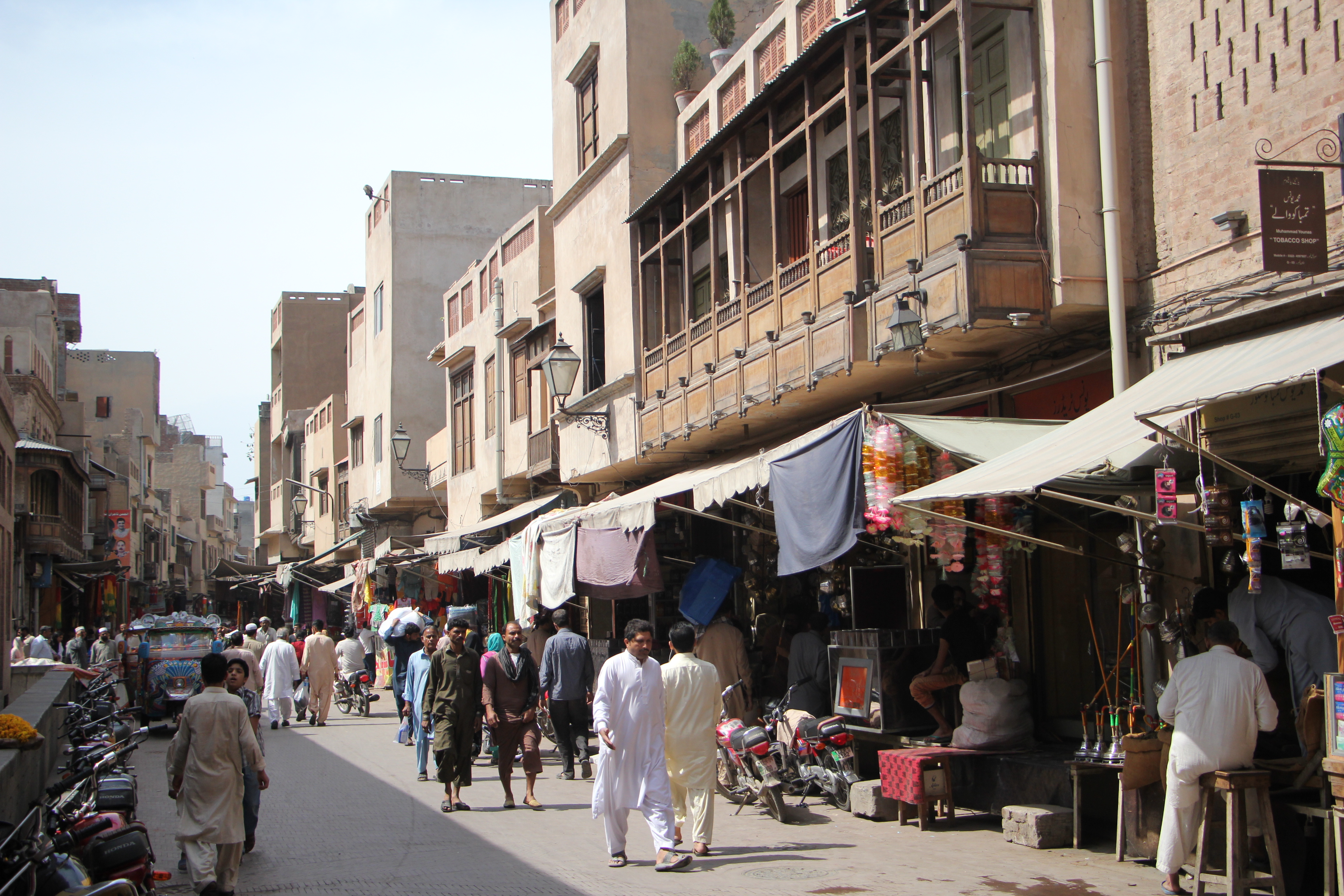
ラホール城塞デリー門の市場
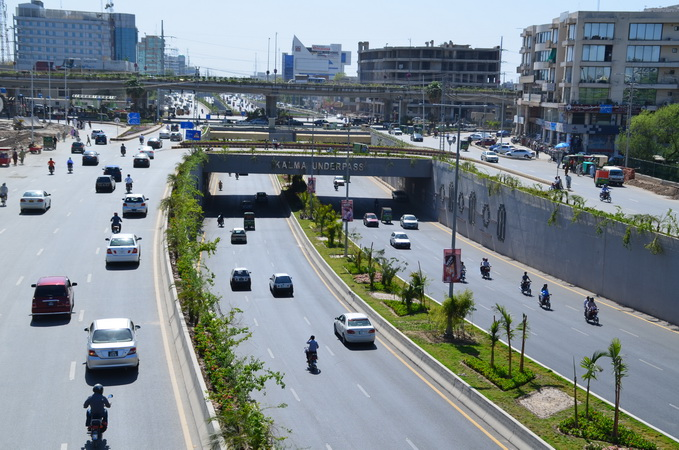
市街地を通るカルマアンダーパス
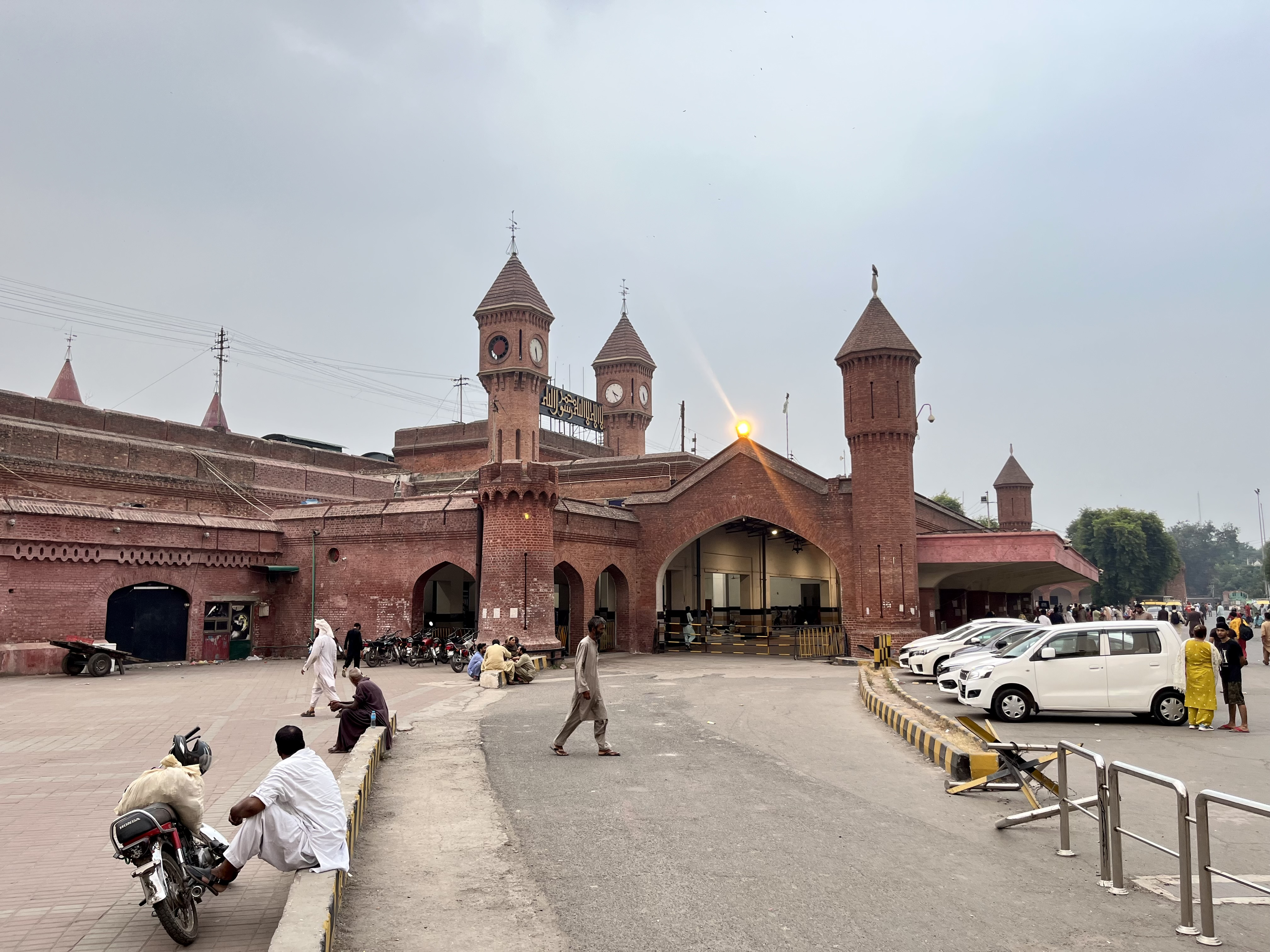
ラホールジャンクション駅
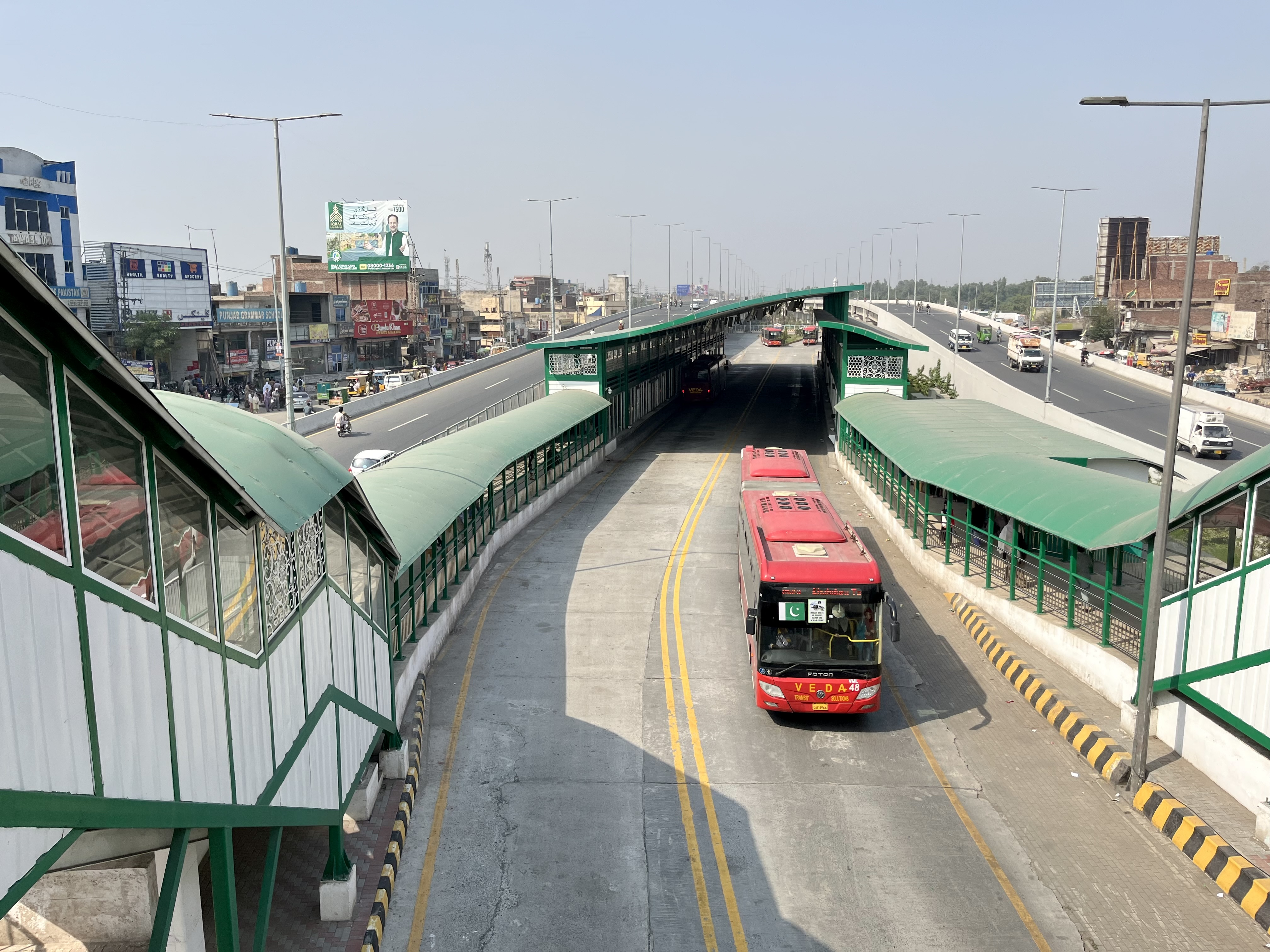
ラホールメトロバス（BRT）
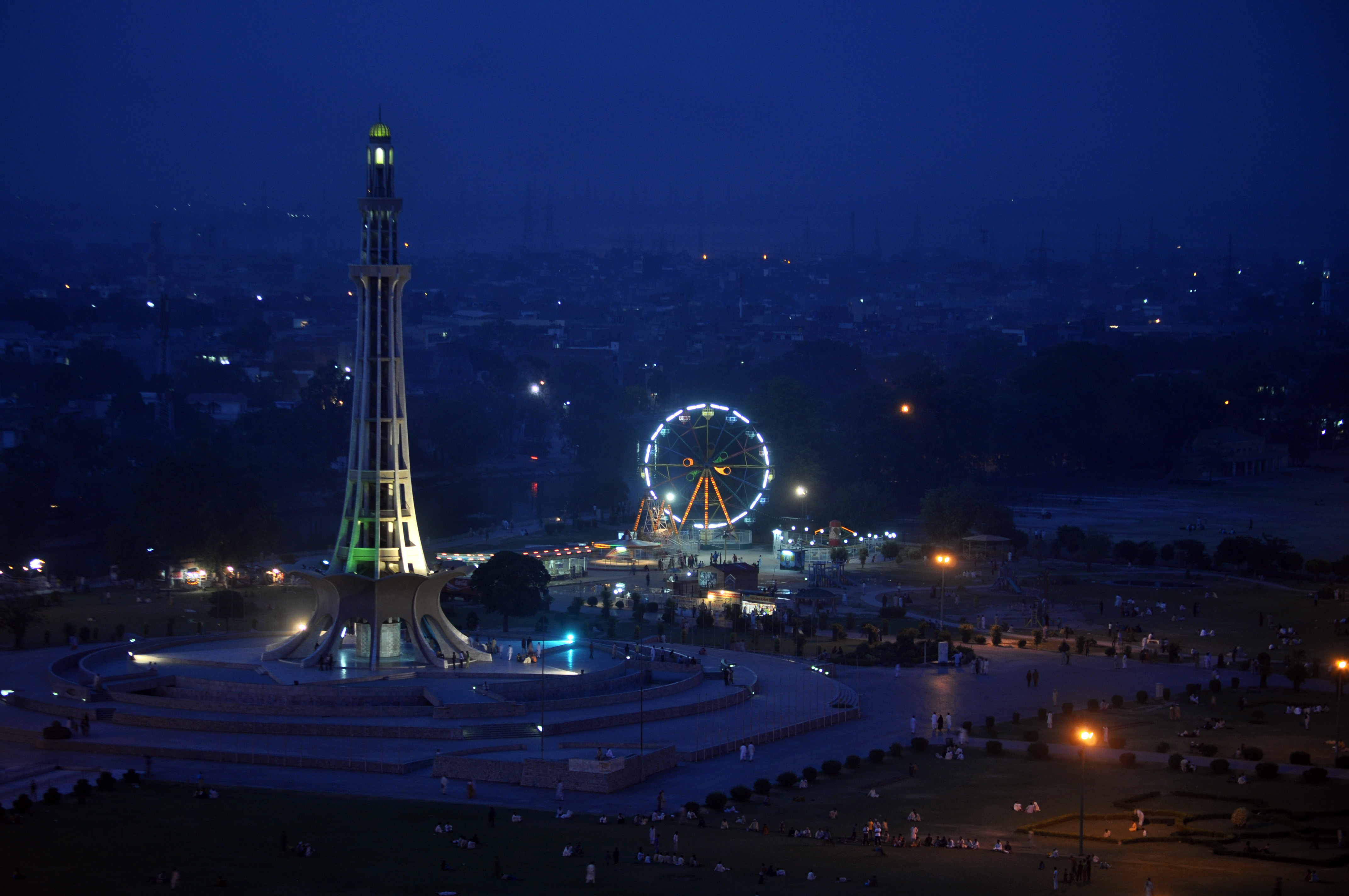
ミナール・エ・パキスタン
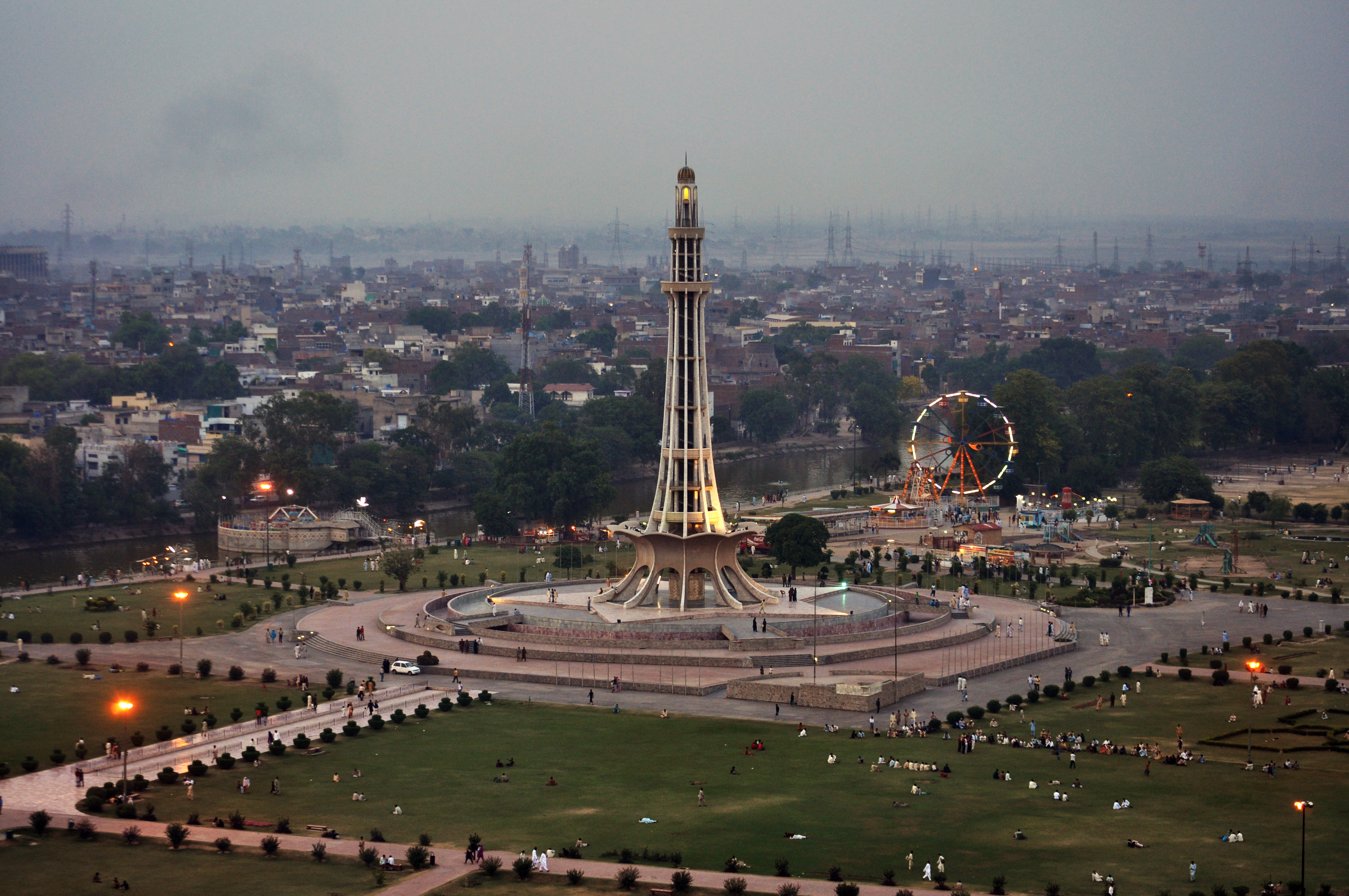
ミナール・エ・パキスタンとラホールのスカイライン